# Vitro
Vitro es una empresa multinacional especializada en vidrio con sede en México, que se posicionó como el mayor fabricante de vidrio de México a finales del siglo XX, y uno de los más importantes en su fabricación con fines industriales y comerciales de Latinoamérica tras su expansión internacional a principios del siglo XXI.
Fundada en 1909 en Monterrey, México, la organización ha tenido 33 subsidiarias en México, Estados Unidos, Brasil, Colombia, Bolivia, Costa Rica, Guatemala y Panamá. En la década de los 90 ya estaba consolidado como el mayor productor de vidrio de México.
Hoy en día la vidriera se concentra en algunas ramas específicas del negocio, principalmente el vidrio plano, tanto arquitectónico como automotriz y en vidrio para cosméticos. Tuvo que desprenderse de su histórica producción en el sector alimenticio y de bebidas, por verse inmersa en problemas con los acreedores, a partir del año 2009 en el contexto de la crisis financiera, para poder hacer frente a sus fuertes deudas.

## Historia

### Fundación
Bajo el nombre Vidriera Monterrey, Vitro fue fundada en 1909 en Monterrey, Nuevo León, México, por el empresario Isaac Garza. Originalmente fue creada para satisfacer la demanda de envases para la industria cervecera, en particular para la Cervecería Cuauhtémoc, fundada también por Isaac Garza. Inició operaciones con un horno y dos de las primeras máquinas automáticas formadoras de envase de vidrio en el mundo.

### Durante la Revolución Mexicana
Durante los años siguientes a la fundación, la situación económica del país se vio afectada por la Revolución mexicana y la empresa enfrentó diversas dificultades para seguir operando. A finales de 1915, la Vidriera comenzó a funcionar nuevamente en muy pequeña escala con una sola unidad productiva. Para 1918 la economía de México mostró síntomas de mejoría, y la Vidriera iría aumentando considerablemente su capacidad productiva y su mercado.

### Declive
El 24 de agosto de 2009, después de 18 años dejó de operar en la Bolsa de Nueva York.
En julio de 2012, la subsidiaria en España, Vitro Cristalglass, fue declarada en concurso mercantil voluntario por los juzgados correspondientes de Madrid. De acuerdo a la compañía, esta decisión fue el resultado de la dinámica desfavorable del mercado europeo de la construcción, producto de la grave crisis económica que tuvo lugar en la región. En diciembre de 2013, Vitro Cristalglass realizó el último pago a sus trabajadores acordado como parte del plan de cierre.
Tras largos años en proceso de concurso mercantil en México, éste terminó favorablemente para la empresa. Sin embargo, acuerdo fue imputado en el extranjero lo que obligó a la empresa a empeñar gran parte de sus activos a la empresa FinTech de David Martínez. En mayo de 2015, la empresa se ve forzada a vender casi el 70% de sus operaciones al gigante vidriero Owens-Illinois, manteniendo únicamente las operaciones enfocadas en mercado de envases de vidrio para el mercado de cosméticos, fragancias y farmacéuticos, así como vidrio flotado, vidrio automotriz, químicos, maquinaria y equipo industrial.